# Liste der Kulturdenkmäler in Hahn (Hunsrück)
In der Liste der Kulturdenkmäler in Hahn sind alle Kulturdenkmäler der rheinland-pfälzischen Ortsgemeinde Hahn aufgeführt. Grundlage ist die Denkmalliste des Landes Rheinland-Pfalz (Stand: 27. Oktober 2023).

## Denkmalzonen
| Bezeichnung                                   | Lage             | Baujahr | Beschreibung | Bild                           |
| --------------------------------------------- | ---------------- | ------- | --- | ------------------------------ |
| Denkmalzone Simultankirche mit altem Friedhof | An der Gass Lage |         | Simultankirche St. Antonius: Chor, Westturm, Teile des ehemals dreischiffigen Langhauses, spätes 13. Jahrhundert, spätgotische Maßwerkfenster, Turmhaube (Holztonne), 18. Jahrhundert; bauliche Gesamtanlage von Kirche und umgebendem Friedhof mit einem Kranz alter Laubbäume | weitere Bilder Fotos hochladen |

## Einzeldenkmäler
| Bezeichnung | Lage                | Baujahr | Beschreibung                                   | Bild |
| ----------- | ------------------- | ------- | ---------------------------------------------- | ---- |
| Wohnhaus    | An der Gass 15 Lage | um 1800 | Fachwerkhaus, abgewalmtes Mansarddach, um 1800 | BW   |